# Leopold al II-lea, Mare Duce de Toscana
Leopold al II-lea de Toscana (italiană Leopoldo Giovanni Giuseppe Francesco Ferdinando Carlo, germană Leopold Johann Joseph Franz Ferdinand Karl; 3 octombrie 1797 – 29 ianuarie 1870) a fost penultimul Mare Duce de Toscana (1824–1859).

## Biografie

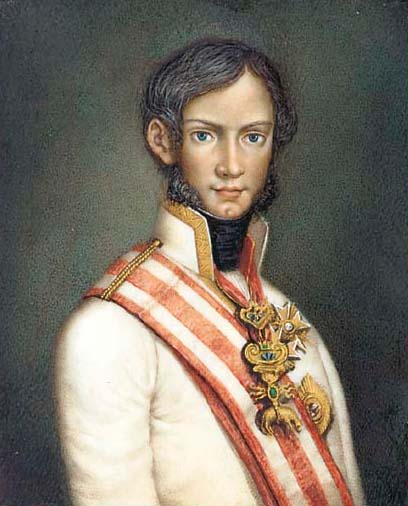
Portret al tânărului Leopold

Născut la Florența, Leopold al II-lea a fost al doilea fiu al lui Ferdinand al III-lea, Mare Duce de Toscana și a Prințesei Luisa de Neapole și Sicilia. Bunicii materni au fost Ferdinand I al celor Două Sicilii și Maria Carolina a Austriei. Fratele său mai mare, Francesco, a murit la vârsta de cinci ani, așa că  Leopold a devenit moștenitor al Marelui Ducat la vârsta de doi ani.
În 1799 și-a însoțit tatăl în exil la Viena, apoi în principatele pe care le-a primit drept compensații pentru pierderea  Marelui Ducat, Salzburg și Würzburg. S-a întors în Toscana cu tatăl său la 15 septembrie 1814, după prima abdicare a lui Napoleon, bine primit de către supușii săi pentru politica tatălui său, care nu a efectuat epurări asupra celor care au colaborat cu guvernul francez.
Tânărul moștenitor al tronului a fost iubit de toscani pentru caracterul lui informal, și chiar a fost poreclit cu afecțiune "Broncio", datorită buzei inferioare ușor proeminentă care-i conferea un aer trist (când, de fapt, tânărul prinț nu era lipsit de umor) și "Canapone" pentru părul lui decolorat. 
La 16 noiembrie 1817 Leopold s-a căsătorit cu Maria Anna Carolina de Saxonia, de care a fost foarte atașat și cu care a avut trei fiice. În timpul ceremoniilor de nuntă, tatăl lui Leopold s-a simțit atras de sora proaspetei lui nurori, Maria Ferdinanda, cu care mai târziu s-a și căsătorit.

### Mare Duce de Toscana
A succedat tatălui său la 18 iunie 1824. Și-a dovedit imediat dorința de a fi un suveran independent, sprijinit în acest sens de ministrul Vittorio Fossombroni, care a contracarat o manevră a ambasadorului austriac de a-l influența pe neexperimentatul Mare Duce. 
În primii douăzeci de ani de domnie, el s-a dedicat dezvoltării interne a statului. Deși întotdeauna a fost sub influența austriacă, a refuzat să adopte metodele austriece de guvernare, a permis o măsură corectă de libertate a presei, și a permis multor exilați politici din alte statele să locuiască netulburați în Toscana. 
S-a angajat în reducerea impozitului pe carne, a unui plan de lucrări publice, la extinderea portului din Livorno, construcția de drumuri noi, dezvoltarea activităților turistice și exploatarea minelor Marele Ducat. Din punct de vedere politic, Toscana a fost în acei ani cel mai blând și tolerant stat italian.
În 1832 a murit Marea Ducesă Maria Anna Carolina. Pentru a asigura succesiunea Toscanei, Leopold s-a căsătorit în anul următor cu Prințesa Maria Antonia a celor Două Sicilii.
În 1839 și 1841 Leopold al II-lea a permis să se desfășoare "Congresul de știință italien" la Pisa și Florența, în ciuda amenințărilor guvernului austriac și a protestelor papale. În același timp, guvernul Marelui Ducat a planificat o puternică dezvoltare a rețelei feroviare.
A rămas în inima florentinilor (cel puțin până în anul 1849) comportamentul admirabil al Marelui Duce în timpul marelui potop din 3 noiembrie 1844, când suveranul a deschis ușile Palatului Pitti persoanelor sinistrate și s-a implicat personal în efortul de ajutorare cu bărci, a vizitat zonele cele mai îndepărtate afectate de dezastru.
1. ↑  IdRef, accesat în 5 martie 2020